# Petropavlovsk (1911)
Petropavlovsk (rusky Петропавловск) byla třetí ze čtyř bitevních lodí (dreadnoughtů) třídy Gangut stavěných před první světovou válkou pro ruské carské námořnictvo. Šlo o první ruskou třídu dreadnoughtů. Byla pojmenována po ruském vítězství během obléhání Petropavlovska za krymské války. Dokončena byla během zimy 1914–1915, nicméně bojové připravenosti dosáhla až v polovině roku 1915. Jejím úkolem měla být obrana Finského zálivu proti případným německým útokům, ke kterým však nikdy nedošlo, a proto trávila většinu času výcvikem a poskytováním krytí pro minové operace. Její posádka se po únorové revoluci v roce 1917 přidala ke vzpouře baltské flotily a po říjnové revoluci v roce 1917 se na několik let stala jedinou lodí, kterou měli bolševici k dispozici. Ostřelovala vzpurnou posádku pevnosti Krasnaja Gorka a v letech 1918–19 podporovala bolševické lehké síly proti britským lodím podporujícím Bílé hnutí ve Finském zálivu. V roce 1921 se její posádka připojila ke kronštadtskému povstání a po porážce povstání byla přejmenována na Marat.

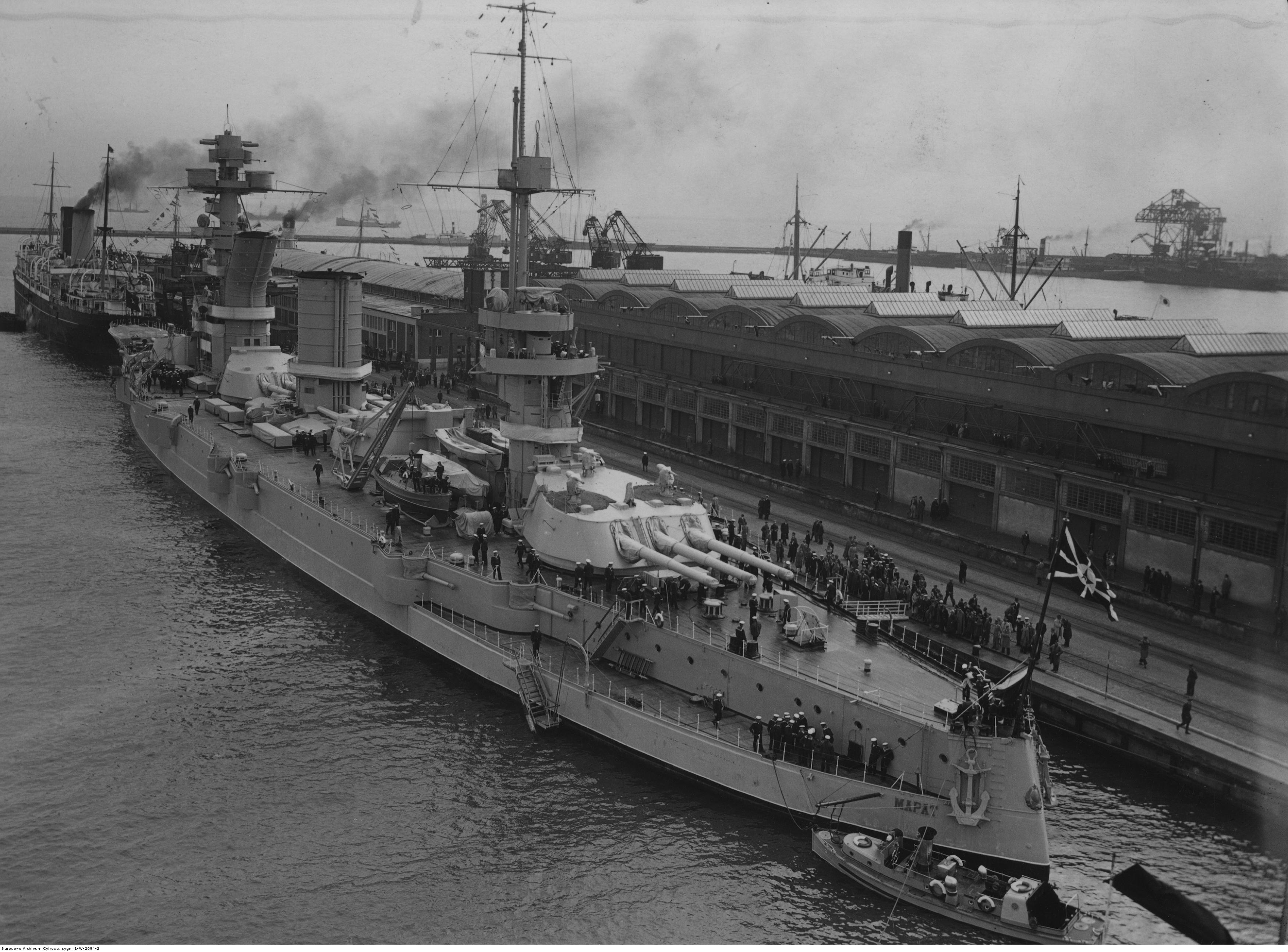
Marat ve Gdyni, 1934

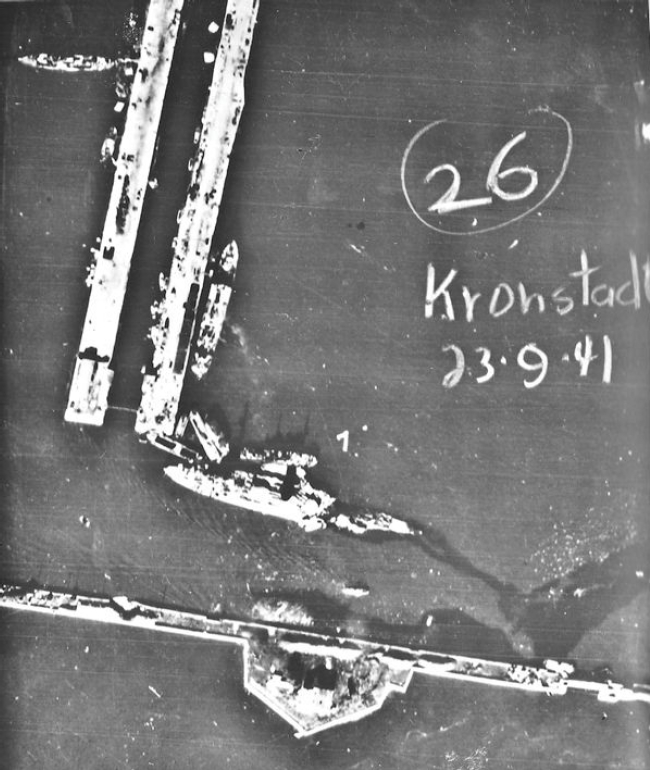
Palivo vytékající z poškozeného Maratu, fotografie z německého průzkumného letadla, 23. září 1941

V letech 1928 až 1931 byla loď Marat rekonstruována a v roce 1937 reprezentovala Sovětský svaz na námořní přehlídce ve Spitheadu na počest korunovace krále Jiřího VI. O dva roky později během zimní války ostřelovala finská pobřežní dělostřelecká postavení. Krátce nato byla vylepšena její protiletadlová výzbroj. Když 22. června 1941 Německo napadlo SSSR, kotvila v Kronštadtu a v září, když se Němci přiblížili k Leningradu, poskytovala palebnou podporu sovětským jednotkám. Později téhož měsíce ji zasáhly dvě pumy o hmotnosti 1 000 kilogramů (shozené dvěma letouny Ju 87 Stuka, z nichž jeden pilotoval Hans-Ulrich Rudel), které přivedly k výbuchu její přední muniční sklad. Loď přišla o příď a na mělčině se potopila. O několik měsíců později byla vyzdvižena a stala se stacionární baterií, která poskytovala palebnou podporu při obležení Leningradu. V roce 1943 se vrátila ke svému původnímu jménu Petropavlovsk. Po válce vznikly plány na její rekonstrukci pomocí přídě z její sesterské lodi Frunze, které však nebyly realizovány a v roce 1948 oficiálně zrušeny. V roce 1950 byl Petropavlovsk přejmenován na Volchov po nedaleké řece a sloužil jako stacionární cvičná loď. V roce 1953 byl vyřazen a poté sešrotován.